# ダルマインコ
ダルマインコ （学名：Psittacula alexandri）は、オウム目インコ科に分類される鳥類の一種。

## 分布
インド、ミャンマー、タイ、ラオス、カンボジア、ベトナムに生息する。タイでは南部地方を除いたタイ全土に生息する。

## 形態
体長は35cm。頭は大きく首が短い。尾は長く尖っている。羽は全身を覆う。